# ماتي يرفينن (لاعب هوكي جليد)
ماتي يرفينن (بالفنلندية: Matti Järvinen)‏ هو لاعب هوكي جليد فنلندي، ولد في 20 أبريل 1984 في بوري في فنلندا.

## وصلات خارجية
- ماتي يرفينن (لاعب هوكي جليد) على موقع EliteProspects.com (الإنجليزية)
- ماتي يرفينن (لاعب هوكي جليد) على موقع HockeyDB.com (الإنجليزية)